# Ross-selfjég

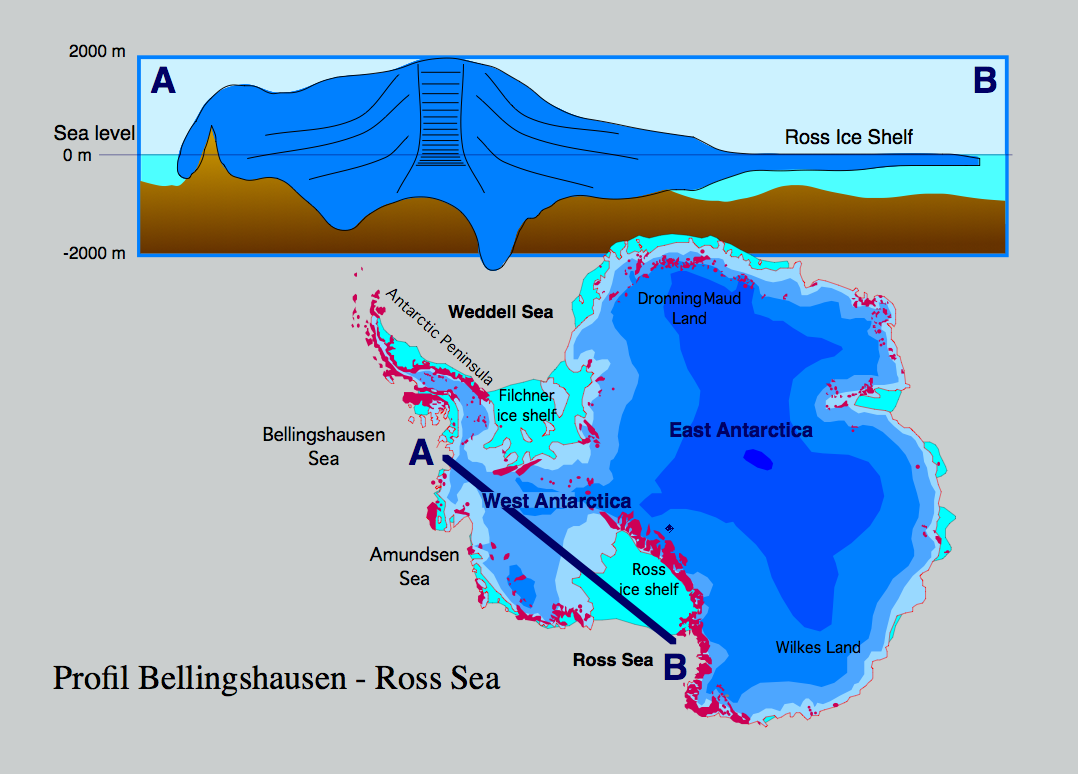
Ross-selfjég 2006. augusztus 8-ai felvételen

A Ross-selfjég a Déli-sarkvidék 536 000 km² kiterjedésű, közel Spanyolország nagyságával megegyező, legnagyobb selfjege. A Larsen B 2002-es leválása óta a Ross-selfjég stabilitása is csökkent. Magyarországnál körülbelül hatszor nagyobb a területe.
„Különösen akkor válik sebezhetővé, amikor az Antarktisz nyugati része felől érkező hatalmas jeges áramlatok lassulni kezdenek vagy akár megállnak” – mondta Tim Naish, majd hozzátette: széttöredezése vagy akár egy részének leválása „drámaian befolyásolná az óceáni áramlatokat és az éghajlatot”. 3 °C-os változásnál a Weddell-tengeren lévő selfjegek is veszélyeztetetté válnak a globális felmelegedés miatt.
A Ross-selfjég tengermedrében új-zélandi, amerikai, brit, olasz és német kutatók végeztek méréseket, ill. az akkori legmélyebb magfúrást 2002-ben végezték el az Antarktiszon. A B-15A – az eddigi legnagyobb jéghegy volt, ami feldarabolódott – mellett levált a C18 (76 km hosszú) és a C19-es (200 km hosszú) jégtömb is a Ross-selfjégről.